# Berndijk
Berndijk was een buurtschap ten westen van Kaatsheuvel, die tegenwoordig geheel in de bebouwde kom van laatstgenoemde plaats is opgenomen.

## Etymologie
De naam Berndijk herinnert aan een vroegere vestiging van de Norbertijner Abdij van Berne, te Bern aan de Maas, die in 1579, tijdens de Tachtigjarige Oorlog, werd verwoest en in 1857 te Heeswijk weer werd begonnen. Deze abdij had in de buurt van Berndijk een hoeve, die de Bernse Hoef werd genoemd.

## Parochie
De parochie Berndijk is in 1897 afgesplitst van de parochie Kaatsheuvel. De pastoor wilde de reeds aanwezige devotie voor de in 1867 heilig verklaarde Martelaren van Gorcum overnemen van Kaatsheuvel. Dat gebeurde niet, maar hij organiseerde daarom een eigen broederschap die aan deze heiligen was gewijd. Deze organiseerde daarop zelf een jaarlijkse processie. Sinds de jaren 50 van de 20e eeuw kwam er een einde aan deze devotie, maar in 1985 werd de processie nog eenmaal herhaald, ter gelegenheid van het 100-jarig bestaan van de kerk. De devotie behelsde om, op voorspraak van deze heiligen, een zalig sterfuur te verkrijgen. De jaarlijkse processie werd in de pastorietuin gehouden, want er bestond toen een processieverbod. Onder pastoor Rietra verdween de processie kort na 1950 en verdwenen ook de archieven.
De kerk van de HH. Martelaren van Gorcum, die in 1895 gereed kwam, was oorspronkelijk een hulpkerk van Kaatsheuvel. Ze werd gebouwd als bastion tegen het oprukkende protestantse geloof, omdat er in de omringende plaatsen veel protestantse kerken werden gebouwd. Dat kwam, omdat Waspik, 's-Gravenmoer en Sprang-Capelle protestantse enclaves waren. Dit bracht de pastoors ertoe om de kerk aan de HH Martelaren van Gorcum te wijden. Het is een neoromaanse kruiskerk met twee torens, ontworpen door de architect P.Th. Stornebrink. Deze kerk bezit twee relieken van de Martelaren.

## Kloosters
Berndijk had van 1910-1998 ook een klooster aan de Erasstraat van de Zusters van Liefde van Jezus en Maria van Schijndel. In 1998 waren er nog vier zusters over en werd het klooster verkocht.

## Nabijgelegen kernen
Kaatsheuvel, Sprang, Vrijhoeve-Capelle, Waspik-Zuid, 's-Gravenmoerse Vaart, Dongense Vaart, De Moer